# جیرو یاماگیشی
 جیرو یاماگیشی (انگلیسی: Jiro Yamagishi؛ زاده ۲۳ مهٔ ۱۹۱۲ درگذشته ۳۰ ژانویهٔ ۱۹۹۷) یک تنیس‌باز اهل ژاپن بود.